# 究竟寺 (世田谷区)
究竟寺（くきょうじ）は、東京都世田谷区に所在する浄土真宗大谷派の寺院。

## 歴史
1936年（昭和11年）10月に新潟県三島郡王番田（現在の長岡市王番田町）にある浄願寺の付属寺院が独立して移転してきた。1953年（昭和28年）に宗教法人となった。
本尊は阿弥陀如来立像で本堂に安置されている。江戸時代の作といい、寄木造・玉眼嵌入・漆箔、肉髻珠と白毫はそれぞれ水晶製である。左手第3指と第4指の先と右手第5指の先を欠く。この立像は、究竟寺が新潟県から移転独立した際に同時に移ってきたものである。
本尊とは別に、もう1体の阿弥陀如来立像が位牌の間に安置されている。こちらも江戸時代の作で一木造、玉眼・漆箔であり、両手首から先と両足先は別材で補っている。

## 交通アクセス
- 東急大井町線九品仏駅から徒歩5分